# Avenida Alfonso Ugarte
La avenida Alfonso Ugarte es una de las principales avenidas de la ciudad de Lima, capital del Perú. Se extiende de norte a sur, en los distritos de Lima y Breña, a lo largo de 14 cuadras, entre el puente del Ejército y la plaza Bolognesi. Su trazo es prolongado al norte por la avenida Caquetá. Contiene parte del COSAC I del Metropolitano entre el puente del Ejército y la avenida España.
La circulación de más de 30 rutas de transporte público, sumada al tránsito de buses interprovinciales y el transporte privado, la convierten en la tercera vía más congestionada de Lima.

## Historia
Fue inaugurada el 18 de febrero de 1928, por el entonces presidente Augusto B. Leguía. Se dice que para entonces era una de las más hermosas de la ciudad y sus objetivos principales fueron alentar la construcción de residencias y el progreso urbano entre las plazas Dos de Mayo y Bolognesi. A su vez, se constituía como una de las primeras vías que sobrepasaban los linderos del Damero de Pizarro.

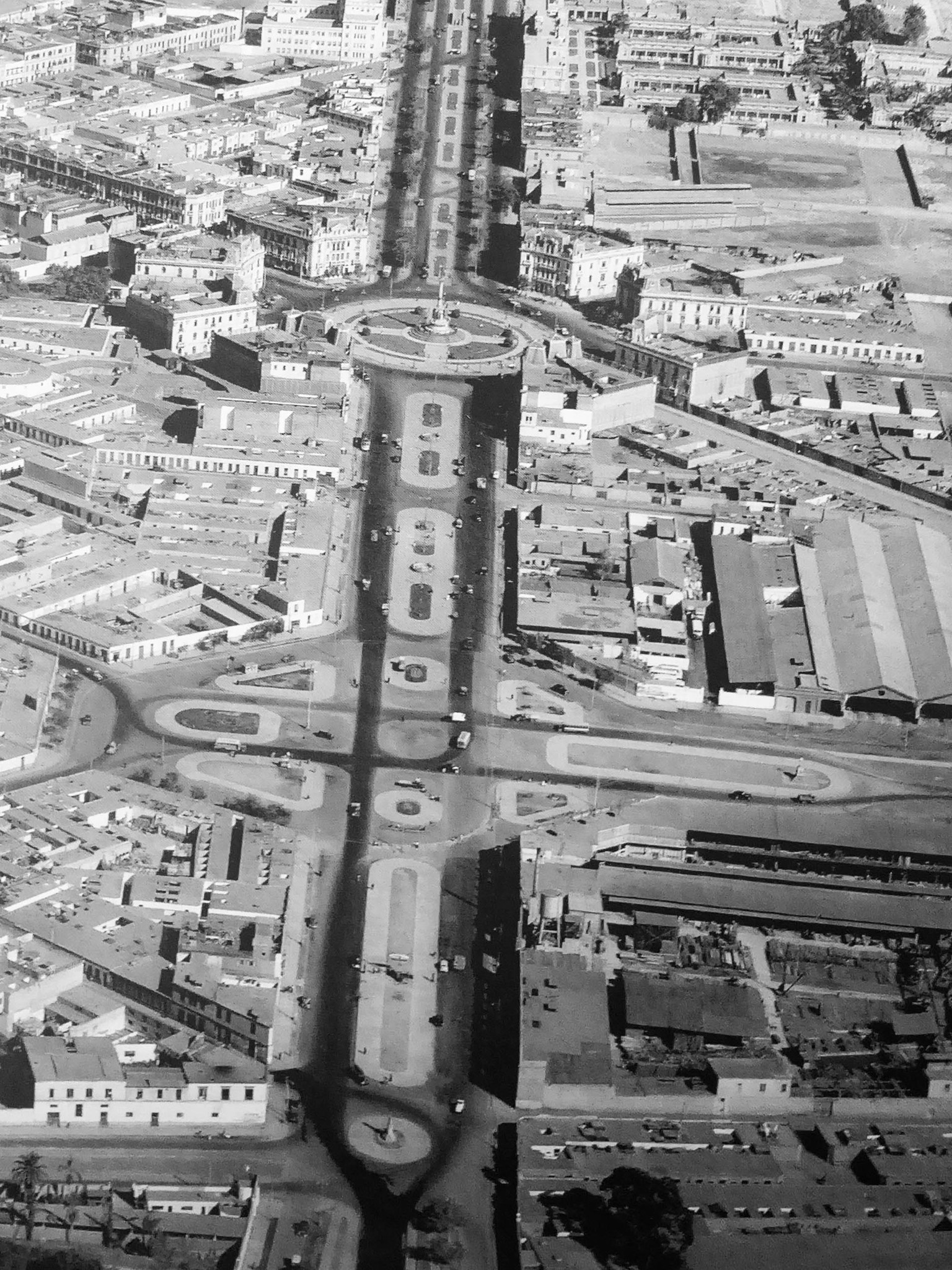
Vista aérea de la avenida en la década de 1940.

En 1965, se construyó el paso a desnivel en trinchera cubierta que atraviesa la plaza Ramón Castilla. A mediados de los años 1980, se implementó un corredor vial para transporte público semejante al de la avenida Brasil, que actualmente solo se conserva en la última cuadra de la avenida. En 1994, se extendió el paso a desnivel construido décadas atrás hasta el jirón Quilca, atravesando la plaza Dos de Mayo y el jirón Zepita. El corredor vial fue extendido por la vía soterrada y se implementaron paraderos, que posteriormente serían desmontados para dar lugar a la estación 2 de Mayo.
En 2008, inició la construcción del corredor segregado (COSAC I) y estaciones del Metropolitano, para lo cual fue necesario demoler casi todo el antiguo corredor vial de transporte público y modificar parcialmente las estructuras de los pasos a desnivel existentes. Desde entonces, las rutas de transporte convencional circulan por la calzada mixta junto al transporte particular (que se incrementaron en 2014 tras la implementación del Corredor Azul), convirtiendo a la avenida Alfonso Ugarte en una de las más congestionadas de la ciudad.

## Recorrido

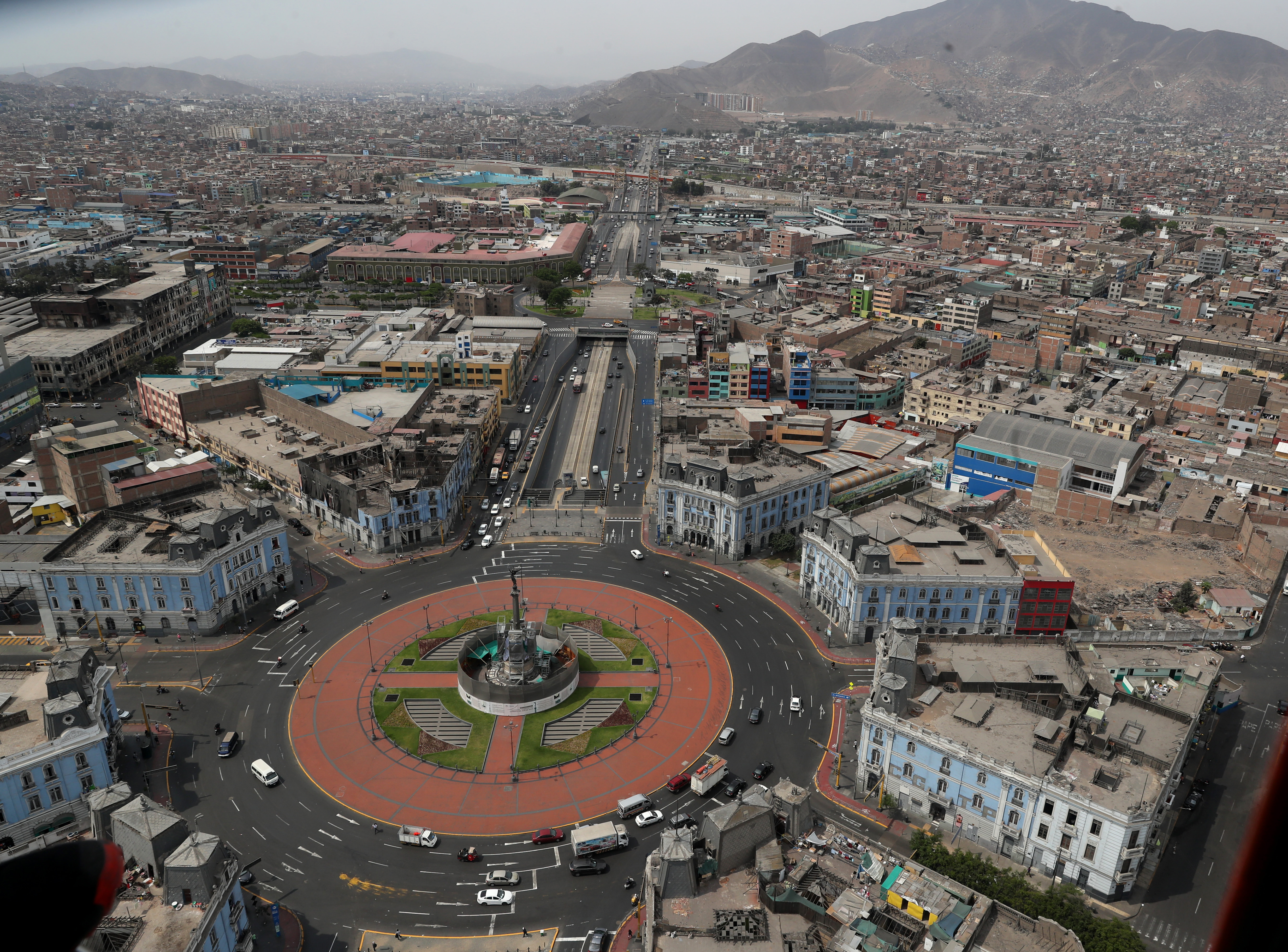
Vista aérea de la plaza Dos de Mayo.

Inicia en el puente del Ejército, que cruza el río Rímac y está conectado con el intercambio vial o trébol de Caquetá, punto de confluencia de la Vía de Evitamiento y la avenida Caquetá. Aquí empieza el paso a desnivel soterrado, que permite el flujo directo de tránsito hasta el jirón Quilca, evitando el paso por las plazas Ramón Castilla y Dos de Mayo. Asimismo, en este tramo destaca el barrio de Monserrate, un célebre barrio histórico de Lima.
El COSAC I del Metropolitano se bifurca poco antes de llegar a la plaza Ramón Castilla, un ramal del corredor continúa por el paso a desnivel (ruta B) y el otro se eleva a través de una rampa rumbo a la avenida Emancipación (ruta A).
En la margen derecha de la avenida están ubicados el Museo Nacional de la Cultura Peruana y los hospitales San Bartolomé y Arzobispo Loayza, además de algunos restaurantes. En la intersección con las avenidas Venezuela y Uruguay, se ubican dos hipermercados: Metro y Plaza Vea. En las siguientes dos cuadras se encuentran el colegio Nuestra Señora de Guadalupe y la manzana que hoy ocupa la Comisaría de Alfonso Ugarte de la Policía Nacional del Perú y en el que anteriormente se encontraba el Penal El Sexto.
La ruta B del Metropolitano toma la avenida España con dirección a la Estación Central. Finalmente, la avenida desemboca en la plaza Bolognesi, punto de confluencia de las avenidas 9 de Diciembre, Guzmán Blanco, Brasil y Arica.

## Galería

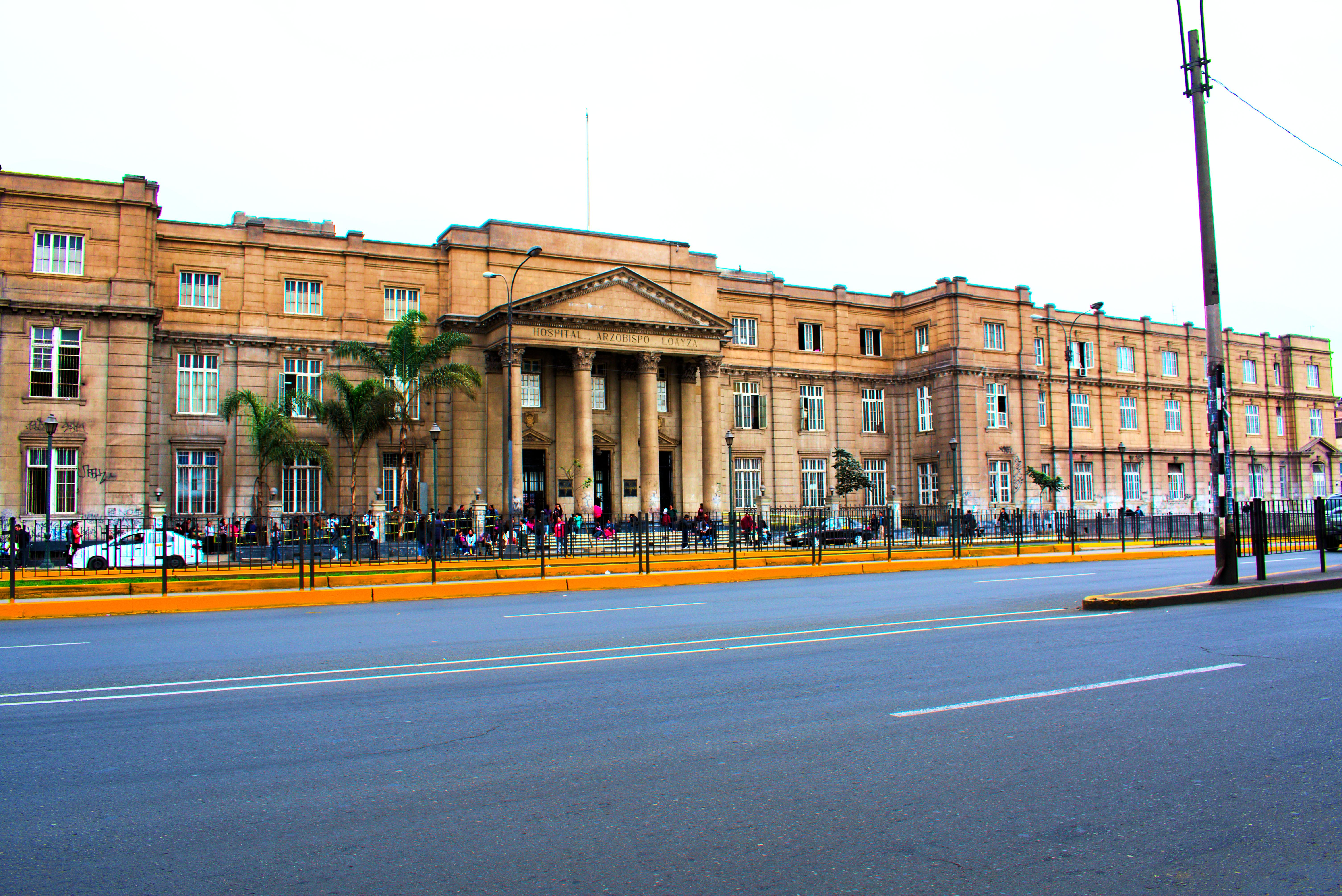
Hospital Arzobispo Loayza
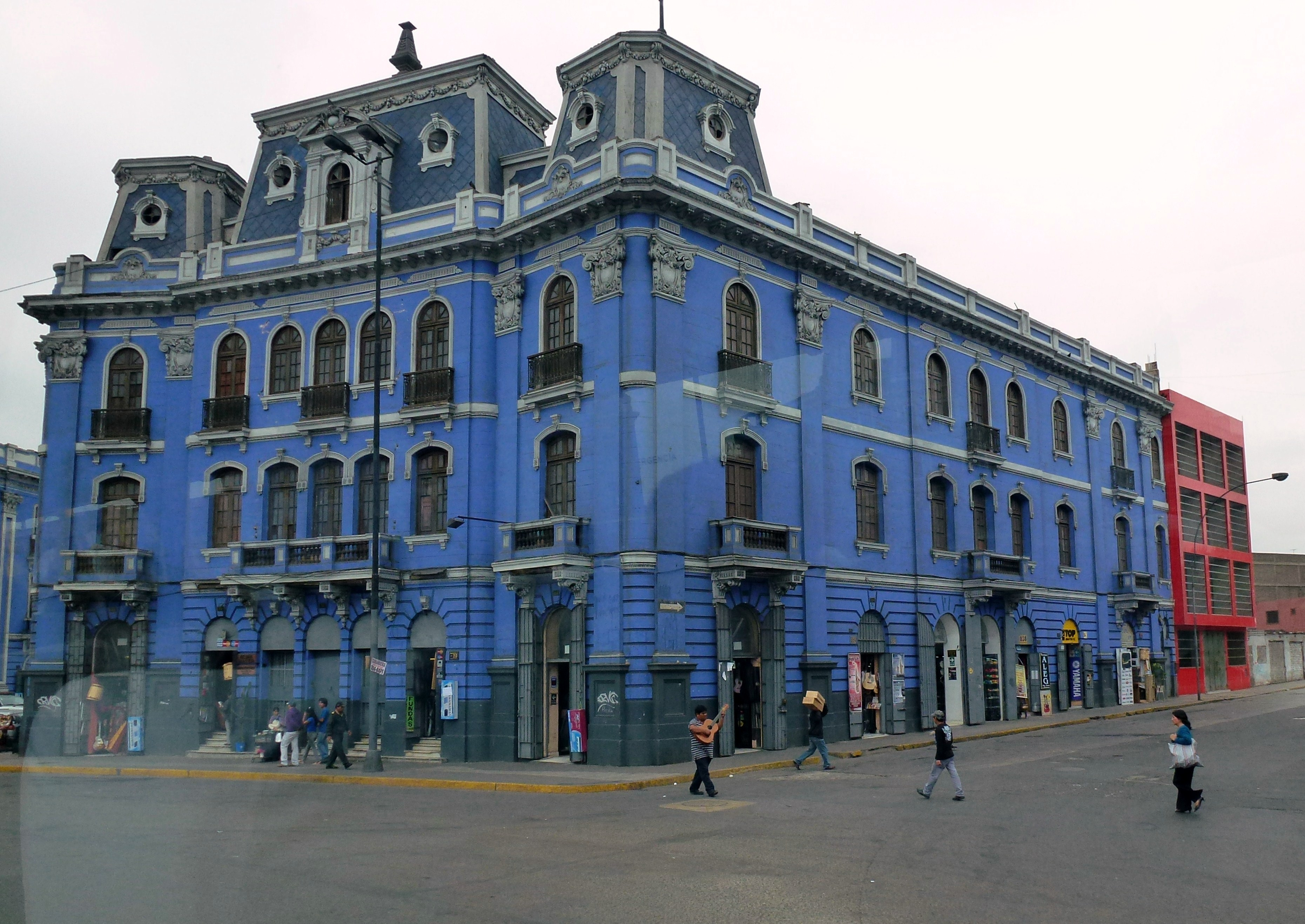
Edificio en la plaza Dos de Mayo
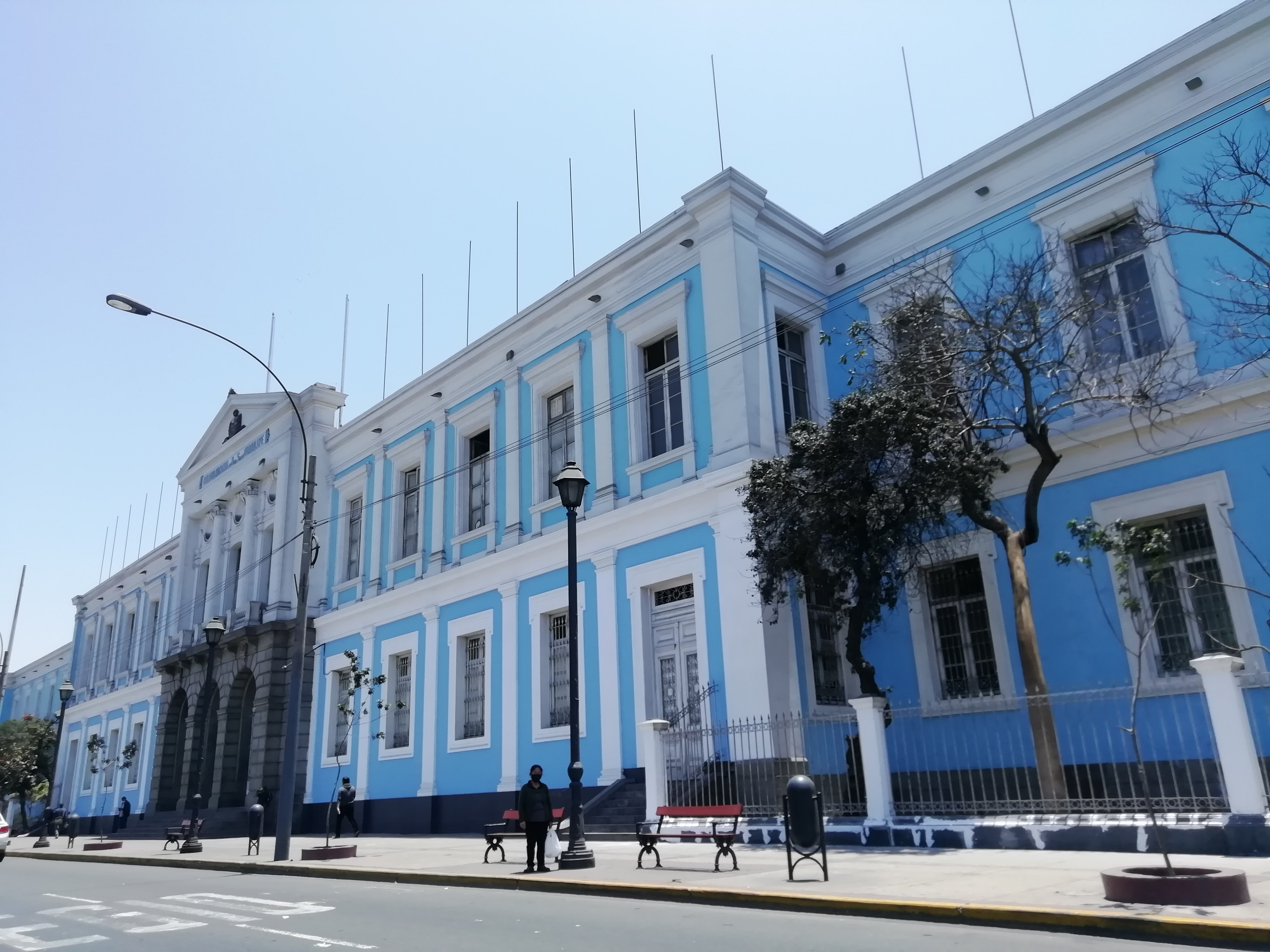
Colegio Nuestra Señora de Guadalupe
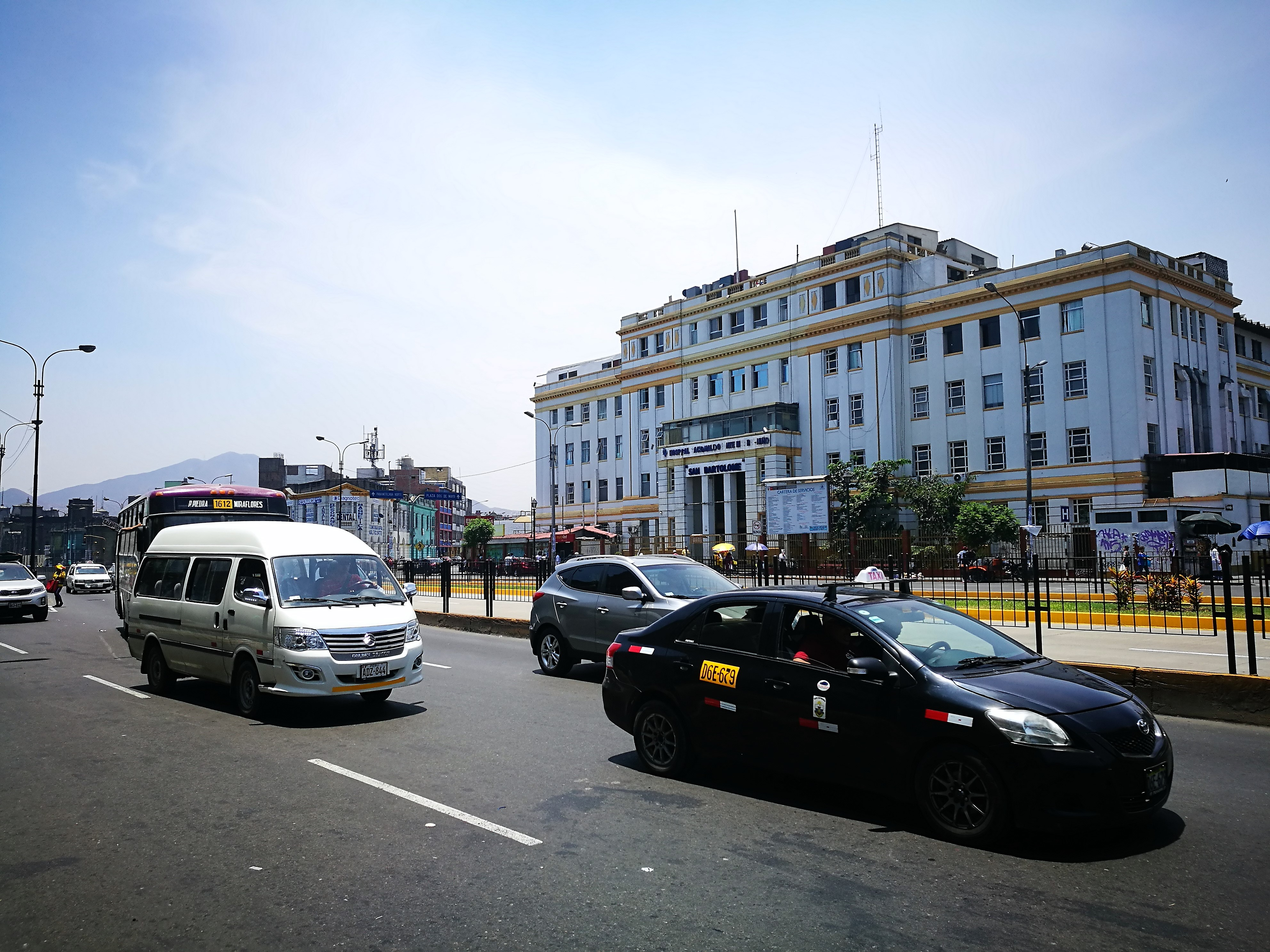
Hospital Nacional Docente Madre Niño San Bartolomé